# Okręg wyborczy North Northamptonshire
Okręg wyborczy North Northamptonshire powstał w 1832 r. i wysyłał do brytyjskiej Izby Gmin dwóch deputowanych. W 1885 r. liczbę mandatów przypadających na okręg zmniejszono do jednego. Okręg obejmował północną część hrabstwa Northamptonshire. Został zlikwidowany w 1918 r.

## Deputowani do brytyjskiej Izby Gmin z okręgu North Northamptonshire

### Deputowani w latach 1832–1885
- 1832–1833: Charles Wentworth-FitzWilliam, wicehrabia Milton, wigowie
- 1832–1837: James Brudenell, lord Brudenell, Partia Konserwatywna
- 1833–1835: William Wentworth-FitzWilliam, wicehrabia Milton, wigowie
- 1835–1857: Thomas Philip Maunsell, Partia Konserwatywna
- 1837–1841: George Finch-Hatton, wicehrabia Maidstone, Partia Konserwatywna
- 1841–1857: Augustus Stafford, Partia Konserwatywna
- 1857–1877: George Ward Hunt, Partia Konserwatywna
- 1857–1867: William Cecil, lord Burghley, Partia Konserwatywna
- 1867–1880: Sackville Stopford-Sackville, Partia Konserwatywna
- 1877–1885: Brownlow Cecil, lord Burghley, Partia Konserwatywna
- 1880–1885: Charles Spencer, Partia Liberalna

### Deputowani w latach 1885–1918
- 1885–1895: Brownlow Cecil, lord Burghley, Partia Konserwatywna
- 1895–1900: Edward Philip Monckton, Partia Konserwatywna
- 1900–1906: Sackville Stopford-Sackville, Partia Konserwatywna
- 1906–1910: George Nicholls, Partia Konserwatywna
- 1910–1918: Henry Brassey, Partia Konserwatywna